# Lummen
Lummen es una localidad y municipio de la provincia de Limburgo en Bélgica. Sus municipios vecinos son Beringen, Diest, Halen, Hasselt, Herk‐de‐Stad y Heusden-Zolder. Tiene una superficie de 53,4 km² y una población en 2018 de 14.762 habitantes, siendo los habitantes en edad laboral el 65% de la población.

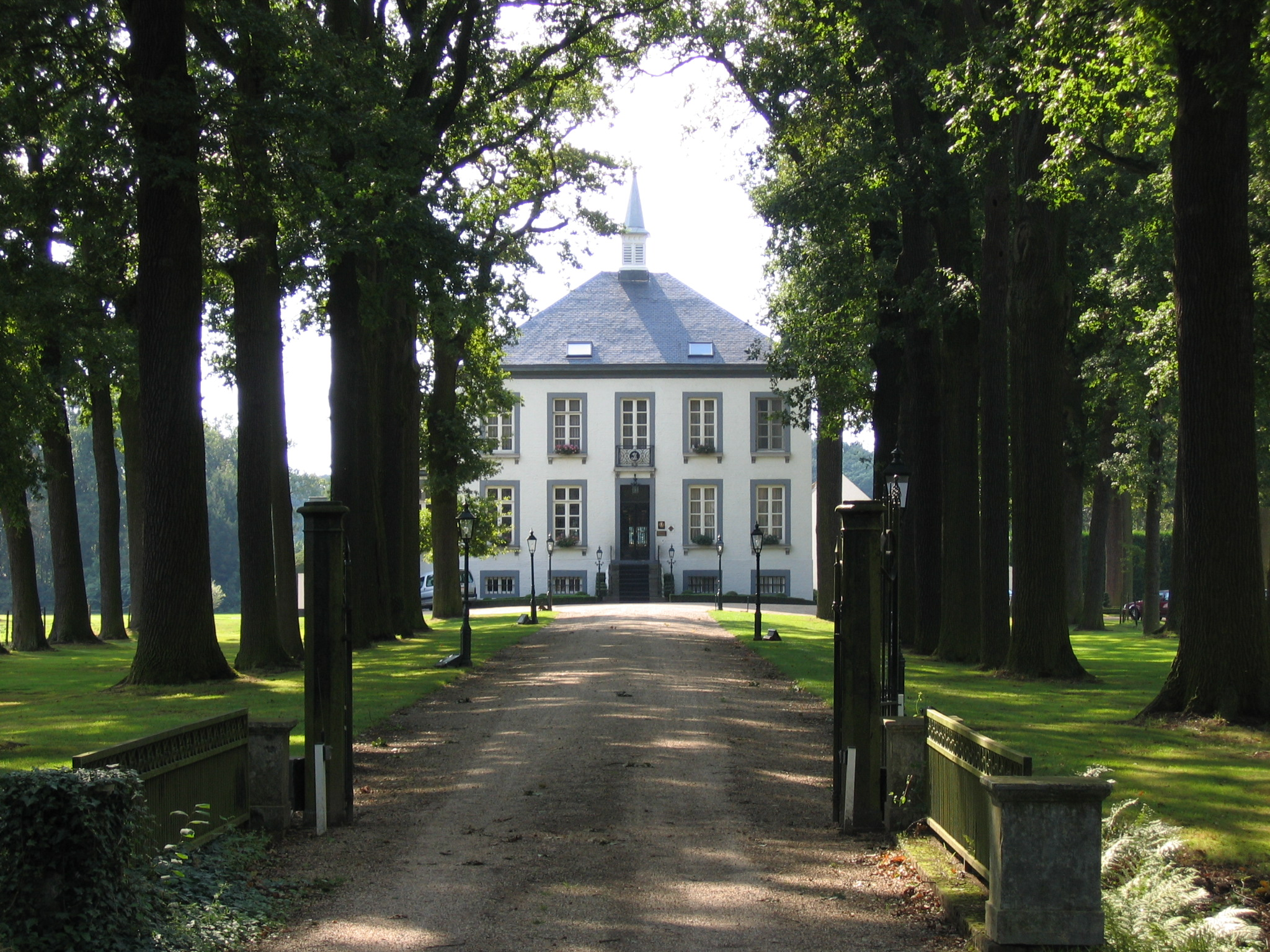
castillo de Lagendal.

Es probable que el nombre provenga del latín "lumen", que significa "luz".
El municipio se compone de las siguientes sub-municipalidades: la propia Lummen, Meldert y Linkhout, además de las siguientes aldeas: Geneiken, Genenbos, Gestel, Goeslaar, Groenlaren, Laren, Mellaer, Molem, Oostereinde, Rekhoven, Schalbroek y Thiewinkel. Se formó el municipio por la combinación de los antiguos pueblos de Lummen, Linkhout y Meldert.
El escudo de armas histórico cuenta con las crestas de las casas de Arenberg, La Marck y Arrazola de Oñate, pero en 2008 el municipio eligió utilizar un nuevo logotipo en sus documentos oficiales.
Un monumento de interés el es castillo de Lagendal, casa solariega de 1850.

## Demografía

### Evolución
Todos los datos históricos relativos al actual municipio, el siguiente gráfico refleja su evolución demográfica, incluyendo municipios después de efectuada la fusión el 1 de enero de 1977.
| Gráfica de evolución demográfica de Lummen entre 1846 y 2020 |
|                                                              |